# Haboskogen
Haboskogen este o arie protejată (arie specială de conservare — SAC, sit de importanță comunitară — SCI) din Suedia întinsă pe o suprafață de 8,3 ha, integral pe uscat.

## Localizare
Centrul sitului Haboskogen este situat la coordonatele 57°57′38″N 14°07′06″E / 57.9605°N 14.1182°E.

## Înființare
Situl Haboskogen a fost declarat sit de importanță comunitară în ianuarie 1998 pentru a proteja un număr necunoscut de specii din flora spontană și fauna sălbatică aflate în arealul zonei. Situl a fost protejat și ca arie specială de conservare în martie 2011.

## Biodiversitate
Situată în ecoregiunea boreală, aria protejată conține 1 habitat natural: Taiga vestică.
La baza desemnării sitului se află un număr nedeclarat de specii protejate.